# Magnetfelt
I fysik er et magnetfelt en del af det elektromagnetiske felt, som opstår når elektriske felter ændres. Dette kan f.eks. ske hvis elektrisk ladning bevæges (typisk som elektrisk strøm), eller i en permanent magnet som resultat af elektroners bevægelse og subatomare partiklers kvantemekaniske spin (ferromagnetisme).
Ladning og et magnetfelt påvirker hinanden gensidigt, når en af dem er i bevægelse i forhold til den anden. I fjernsynets billedrør anvendes et magnetfelt genereret af 4 afbøjningsspoler til at afbøje elektroner med.
Styrken af magnetfeltet angives enten ved den magnetiske feltstyrke, typisk kaldet H-feltet, eller den magnetiske fluxtæthed, typisk kaldet B-feltet. I de fleste materialer er disse to størrelser proportionale, og proportionalitetskonstanten afhænger af materialet. Ferromagnetiske materialer, f.eks. jern, nikkel og cobolt, er de vigtige undtagelser, sammenhængen er her ulineær og hysteretisk, hvilket betyder at B-feltet afhænger af H-feltets "historie". Det er på denne måde man kan magnetisere et ferromagnetisk materiale; udsættes materialet for et H-felt der derefter fjernes igen, går materialet fra at være umagnetisk til at have et blivende B-felt.
I SI-systemet har H- og B-feltet hhv. enhederne ampere pr. meter og tesla.
Et magnetfelts styrke aftager med den inverse kubus af afstanden til magneten ({\displaystyle 1/{D}^{3}}), hvorimod fx elektromagnetisk strålings styrke (fx lys) eller gravitation (tyngdekraft) aftager med ({\displaystyle 1/{D}^{2}}).